# Vlaggen van micronaties
Dit artikel geeft een overzicht van vlaggen van micronaties. Een micronatie is een (meestal klein) land dat vaak beweert onafhankelijk te zijn, maar niet erkend en ook niet serieus genomen wordt door andere landen of internationale organisaties. Het voortdurend herhalen van de vlag als een symbool van iets dat bestaat door de entiteit die het symboliseert, bevestigt de geldigheid van de vlag als een officieel goedgekeurd en/of definitief symbool van een entiteit; daarom is er een nauwe associatie tussen vexillogische verbeelding bij het creëren van visuele symbolen die micronationale claims lijken te legitimeren.

## Actieve micronaties

Vlag van Aerica
Vlag van Akhzivland
Vlag van Keizerrijk Atlantium
Vlag van Groothertogdom Avram
Vlag van Bjornsocialistische Republiek
Vlag van Brandnetelland
Vlag van Dominion of British Florida
Vlag van Vrijstad Christiania
Vlag van Koninkrijk Elleore
Vlag van Koninkrijk EnenKio
Vlag van EuroStaete
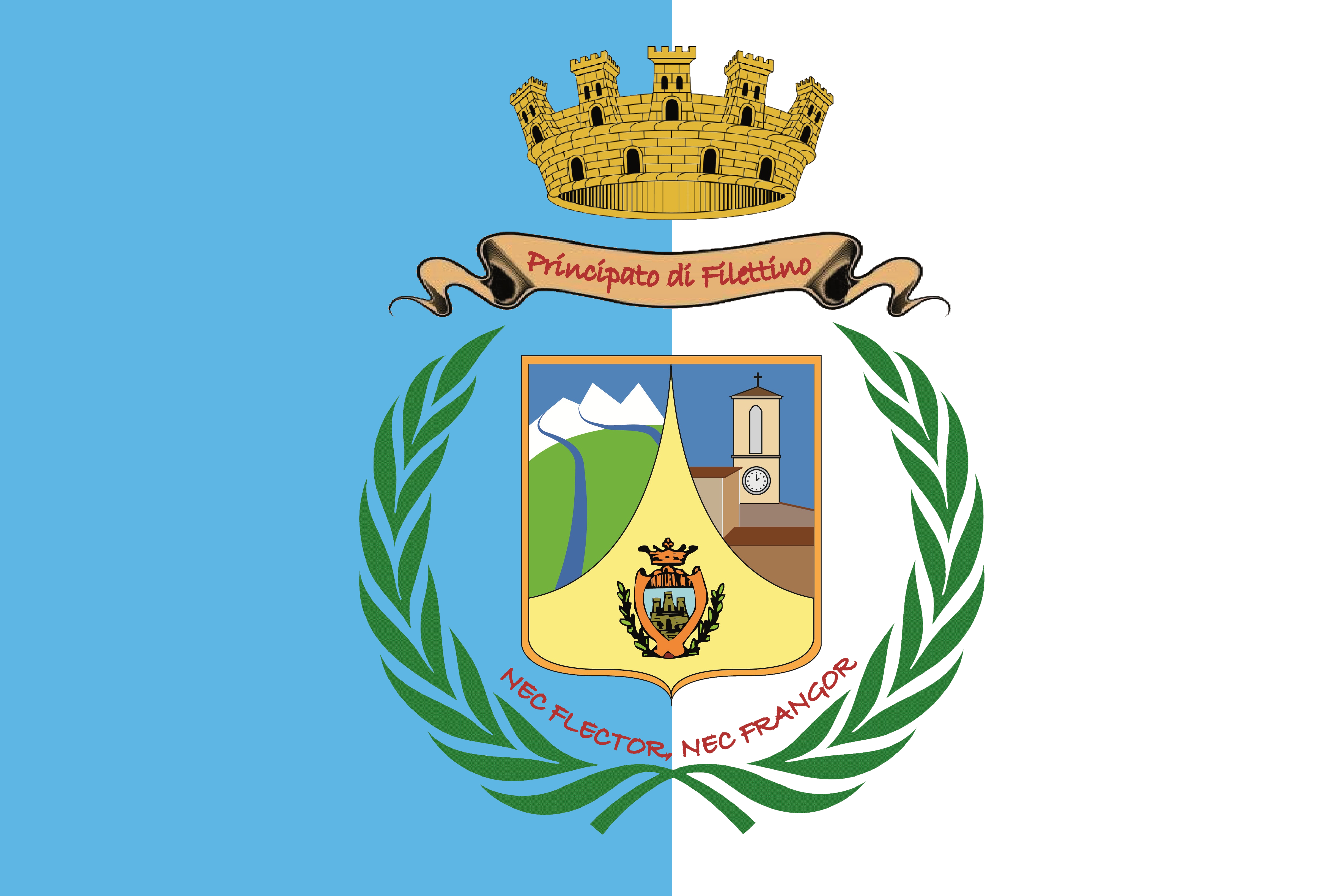
Vlag van Filettino
Vlag van Soevereine Staat Forvik
Vlag van Global Country of World Peace
Vlag van Hay-on-Wye
Vlag van Principality of Hutt River
Vlag van Republiek Jämtland
Vlag van Ladonia
Vlag van Land van Engelingen
Vlag van Liberland
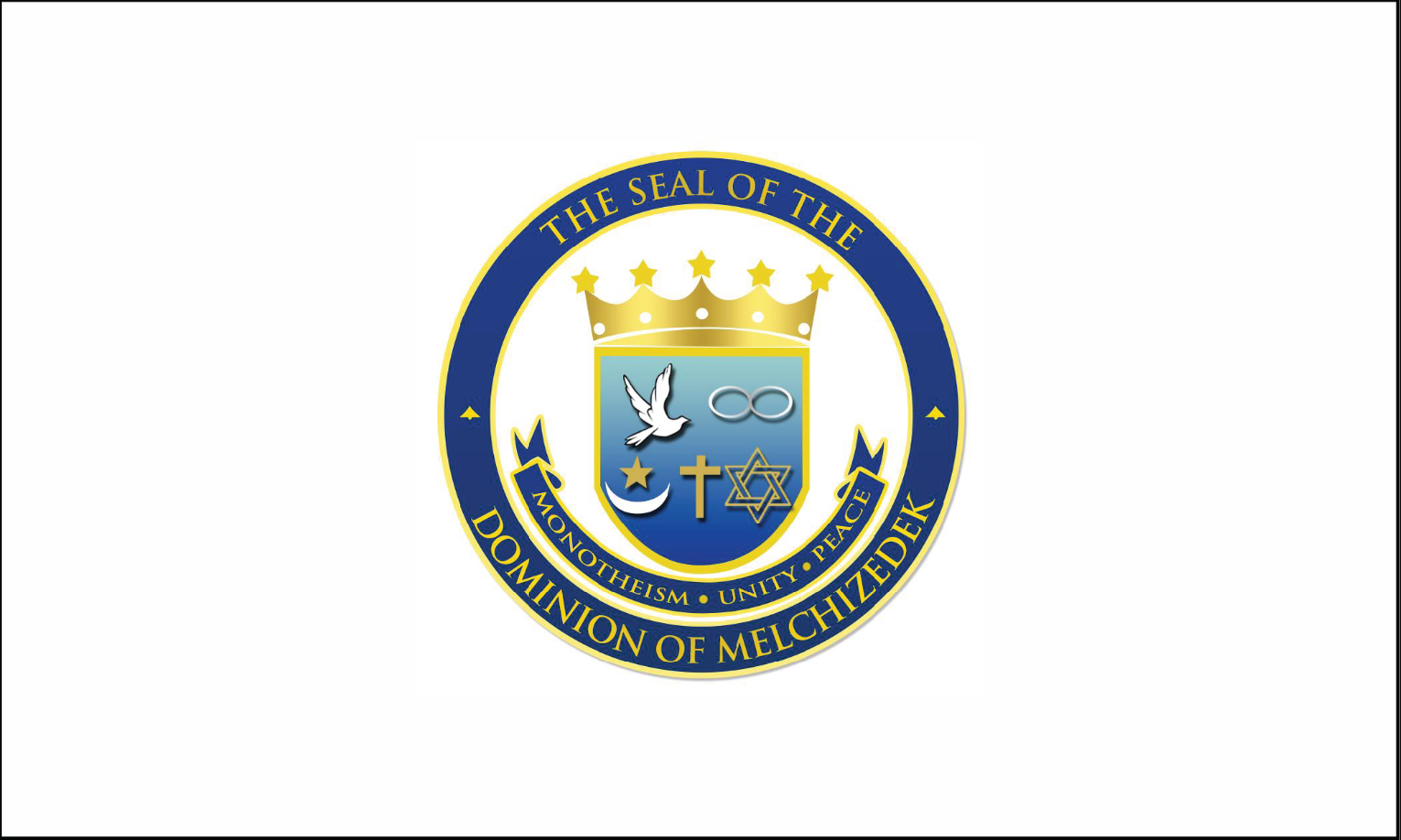
Vlag van Melchizedek
Vlag van Republiek Molossia
Vlag van Murrawarrirepubliek
Vlag van het Koninkrijk Noord-Soedan
Vlag van Nova Roma
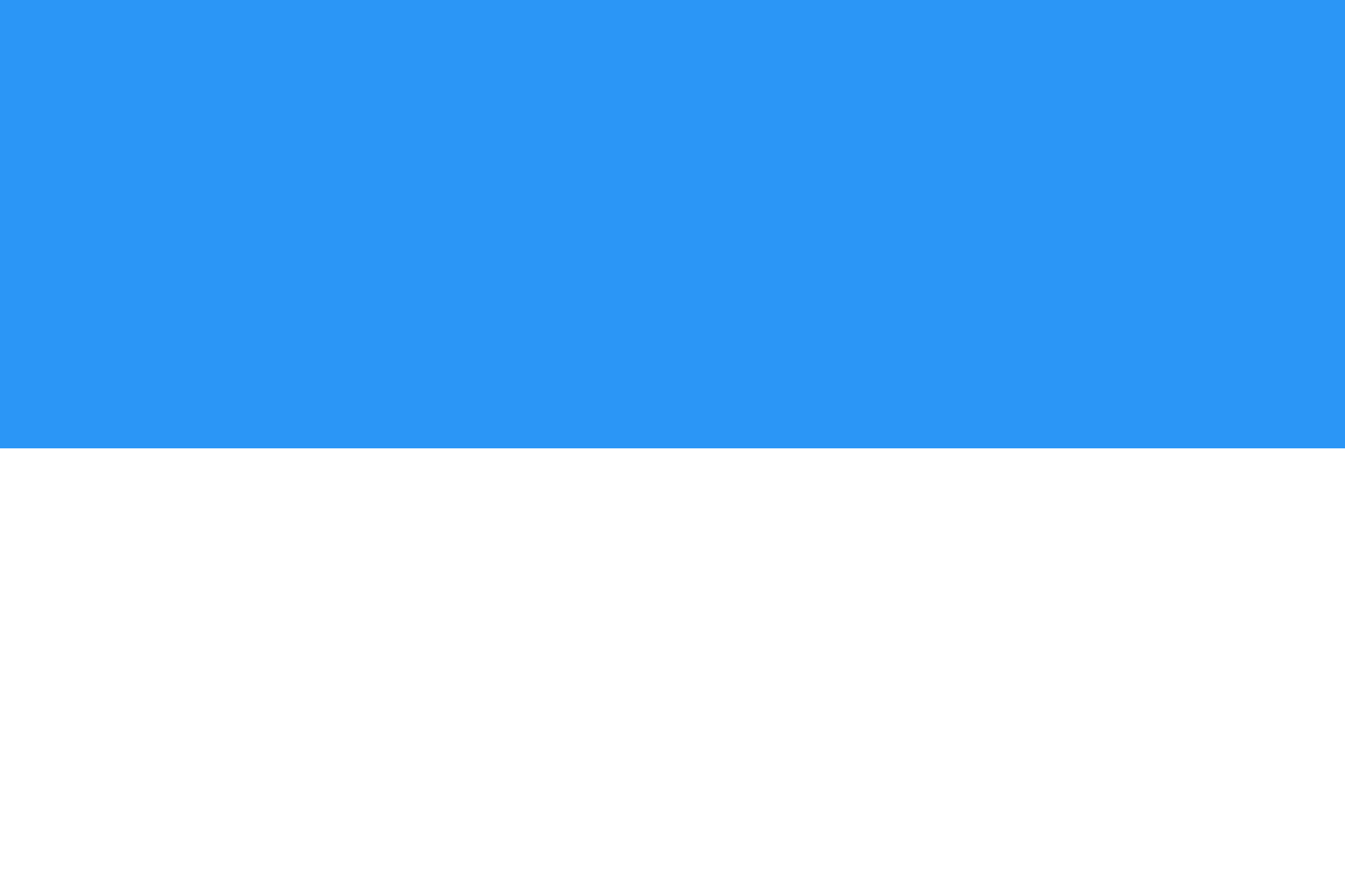
Vlag van Pavlov
Vlag van Koninkrijk Redonda
Vlag van Saugeais
Vlag van Sealand
Vlag van Seborga
Vlag van Koninkrijk Talossa
Vlag van Tavolara
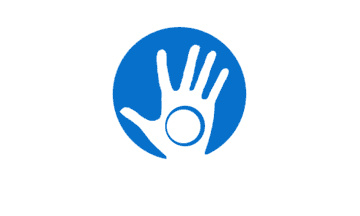
Vlag van Užupis
Vlag van Wallenie
Vlag van Koninkrijk Walachije
Vlag van Republiek Whangamomona
Vlag van Vorstendom Wy

## Historische micronaties

Vlag van Soevereine Staat Aeterna Lucina
Vlag van Onafhankelijke Staat Aramoana
Vlag van Koninkrijk Araucanië en Patagonië
Vlag van Vorstendom Buiten-Baldonië
Vlag van Province of Bumbunga
Vlag van Celestia
Vlag van Conchrepubliek
Vlag van Koninkrijk van de Cocoseilanden
Vlag van Vrijstaat Flessenhals
Vlag van Vorstendom Freedonia
Vlag van Gay and Lesbian Kingdom of the Coral Sea Islands
Vlag van Huttonia
Vlag van Republiek Indian Stream
Vlag van Kugelmugel
Vlag van Lovely
Vlag van Lundy
Vlag van Malu Entu
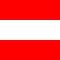
Vlag van Vorstendom Marlborough
Vlag van Republiek Minerva
Vlag van Rainbow Creek
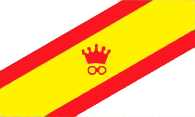
Vlag van Robland
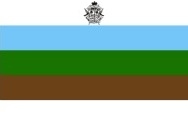
Vlag van Redonda
Vlag van Rozeneiland
Vlag van Koninkrijk Sedang
Vlag van San Serriffe